# Dolophilodes columbia
Dolophilodes columbia är en nattsländeart som beskrevs av Donald G. Denning 1989. Dolophilodes columbia ingår i släktet Dolophilodes och familjen stengömmenattsländor. Inga underarter finns listade i Catalogue of Life.